# Конституция на Албания
Сегашната Конституция на Албания е приета на 28 ноември 1998 година.
Тя е разделена на 18 части, които регулират парламентарната демокрация, народен суверенитет и основните права на гражданите, както и други важни въпроси. В Конституцията се казва, че са изпълнени всички изисквания за модерна европейска конституция.

## Структура
Конституцията на Албания съдържа 182 члена, разделена е на 18 дяла.